# Municipio de Wessington
El municipio de Wessington (en inglés: Wessington Township) es un municipio ubicado en el condado de Beadle en el estado estadounidense de Dakota del Sur. En el año 2010 tenía una población de 41 habitantes y una densidad poblacional de 0,44 personas por km².

## Geografía
El municipio de Wessington se encuentra ubicado en las coordenadas 44°24′50″N 98°38′24″O / 44.41389, -98.64000. Según la Oficina del Censo de los Estados Unidos, el municipio tiene una superficie total de 93.17 km², de la cual 93,17 km² corresponden a tierra firme y (0 %) 0 km² es agua.

## Demografía
Según el censo de 2010, había 41 personas residiendo en el municipio de Wessington. La densidad de población era de 0,44 hab./km². De los 41 habitantes, el municipio de Wessington estaba compuesto por el 100 % blancos. Del total de la población el 0 % eran hispanos o latinos de cualquier raza.